# Jamie Sasson
Jamie Sasson là một nữ diễn viên và người mẫu người Venezuela, cô đã làm việc trong nhà hát và truyền hình từ năm 8 tuổi và hiện đang sống ở Miami.
Trong số các tác phẩm mới nhất của Sasson là vai diễn Paula Uriarte trong Corazón Valiente, một nhà sản xuất Telemundo Studios, và vai Erinnia ở Erinnia, một loạt các video tương tác được sản xuất như một dự án quảng cáo và thương hiệu cho Fiat.

## Nghề nghiệp
Năm 8 tuổi, Sasson bắt đầu học diễn xuất ở Caracas, Venezuela, trong một hội thảo dành cho trẻ em tại Ateneo de Caracas, nơi cô biểu diễn vở kịch đầu tiên của mình tại Sala Ana Julia Rojas. Ngay sau khi Sasson nhận được học bổng tại trường dạy hát và khiêu vũ Las Voces Blancas de Elisa Soteldo. Do không có trường diễn xuất vĩnh viễn cho trẻ em, mẹ cô đã thành lập một trường dạy diễn và múa cho trẻ em, đầu tiên đặt tại Nhà hát Rafael Guinand và sau đó tại Teatro Chacaíto, nơi Sasson dành nhiều năm không chỉ học tập, mà còn hoạt động nghệ thuật với các vở kịch của học viện và được mời tham gia vào các sản phẩm sân khấu với các công ty sân khấu khác dành cho trẻ em.
Sasson chuyển đến châu Âu cùng gia đình, nơi cô tiếp tục với việc học cấp hai và tập trung vào việc đào tạo khiêu vũ với Mario Kitt ở Zürich, Thụy Sĩ; sau đó, trong một chuyến đi tới Venezuela, cô đã trở thành một phần của xưởng diễn viên thứ hai của Contrajuego dành cho các diễn viên, và cô có kinh nghiệm diễn xuất trong một vở kịch cổ điển, trong đó cô trở thành một nữ diễn viên thường xuyên khi các chuyến thăm tới Venezuela diễn ra. Bước tiếp theo của cô là làm việc ở Madrid với tư cách là một người mẫu và tiếp tục diễn xuất trong các chương trình như El Comisario, Telecinco.
Sasson trở lại Venezuela, nơi cô là gương mặt của các chiến dịch quảng cáo khác nhau và bắt đầu làm việc trong các vở kịch như La Última Pasión del Cine và Cortocircuito và trở thành một phần của vở opera El Gato Tuerto của Televen. Sau trải nghiệm đó, Sasson đã tới Colombia và trở thành "Erinnia" trong dự án Internet "Erinnia". Sau đó, cô chuyển đến Miami và tham gia vào vở opera xà phòng Corazón Valiente của mạng lưới Telemundo.